# Новомиргородское викариатство
Новомиргоро́дское викариа́тство — викариатство Херсонской епархии Русской православной церкви, существовавшее в 1859—1921 годах.

## История
16 ноября 1859 года Одесское викариатство Херсонской епархии было переименовано в Новомиргородское. После 1921—1923 годов не замещалось.

## Епископы
- 16 ноября 1859 — 9 ноября 1862 — Антоний (Смолин)
- 3 марта 1863 — 12 ноября 1871 — Софония (Сокольский)
- 15 августа 1872 — 23 мая 1879 — Нафанаил (Соборов)
- 8 июля 1879 — 8 января 1883 — Израиль (Никулицкий)
- 10 апреля — 23 декабря 1883 — Далмат (Долгополов)
- 10 июня 1884 — 6 июня 1885 — Николай (Заркевич)
- 10 августа 1885 — 16 декабря 1889 — Иустин (Полянский)
- 11 марта 1890 — 8 июня 1891 — Николай (Адоратский)
- 7 сентября 1891 — 3 мая 1903 — Мемнон (Вишневский)
- 3 мая 1903 — 23 апреля 1904 — Кирион (Садзаглишвили)
- 1 мая 1904 — 25 января 1907 — Димитрий (Сперовский)
- 25 января 1907 — 8 марта 1913 — Сергий (Петров)
- 16 мая 1921 — 1922 — Парфений (Брянских)